# TYC 3135-52-1
TYC 3135-52-1 — звезда в созвездии Лебедя. Находится на расстоянии 47 световых лет (14,4 парсек) от Земли. Относится к красным карликам.

## Характеристики
TYC 3135-52-1 представляет собой звезду спектрального класса M3V. TYC 3135-52-1 не видна невооружённым глазом, поскольку имеет видимую звёздную величину 11,61.

## Сближение с Вояджером-1
Космический аппарат NASA «Вояджер-1» пролетит на расстоянии 1,27 световых года от TYC 3135-52-1 через 302700 лет.